# Monterey Park Tract (Kalifornija)
Monterey Park Tract je naseljeno područje za statističke svrhe u američkoj saveznoj državi Kalifornija. Prema popisu stanovništva iz 2010. u njemu je živjelo 133 stanovnika.